# Peugeot Type 101
La Peugeot Type 101 est un modèle d'automobile produit par le constructeur français Peugeot en 1909.